# Alès Agglomération
Alès Agglomération est l'une des quatre communautés d'agglomération du département du Gard, née de la réforme des collectivités territoriales.

## Historique
Le 1er janvier 2013, Alès Agglomération est née de la volonté de créer une seule et même structure intercommunale autour du bassin de vie d'Alès. Ainsi, elle est issue de la fusion de la communauté d'agglomération du Grand Alès et les communautés de communes d'Autour d'Anduze (sans la commune de Cardet), de la Région de Vézénobres et du Mont Bouquet, ainsi que les communes de Massanes, de Saint-Bonnet-de-Salendrinque, de Saint-Jean-de-Serres, de Vabres et de Sainte-Croix-de-Caderle.
Le schéma départemental de coopération intercommunale 2016-2020 du Gard envisage la fusion d'Alès Agglomération avec les communautés de communes du Pays Grand'Combien, Vivre en Cévennes et des Hautes Cévennes, à partir du 1er janvier 2017, à l'exception des communes de Malons-et-Elze et Ponteils-et-Brésis qui doivent rejoindre la communauté de communes Mont-Lozère, dont le siège est en Lozère. Cette fusion est effective le 1er janvier 2017,.
Ultérieurement, Bouquet rejoint la communauté de communes Pays d'Uzès.
Le 1er janvier 2025, les communes de Corbès et Thoiras fusionnent sous le statut de la commune nouvelle avec le nom de Thoiras-Corbès.

## Territoire communautaire

### Composition
La communauté d'agglomération est composée des 71 communes suivantes :

| Nom                            | Code Insee | Gentilé           | Superficie (km2) | Population (dernière pop. légale) | Densité (hab./km2) |
| ------------------------------ | ---------- | ----------------- | ---------------- | --------------------------------- | ------------------ |
| Alès (siège)                   | 30007      | Alésiens          | 23,16            | 45 025 (2022)                     | 1 944              |
| Anduze                         | 30010      | Anduziens         | 14,6             | 3 322 (2022)                      | 228                |
| Aujac                          | 30022      | Aujaquois         | 16,47            | 157 (2022)                        | 9,5                |
| Bagard                         | 30027      | Bagardois         | 14,55            | 2 595 (2022)                      | 178                |
| Boisset-et-Gaujac              | 30042      | Boissetains       | 14,24            | 2 621 (2022)                      | 184                |
| Bonnevaux                      | 30044      | Bonnevaliens      | 8,81             | 77 (2022)                         | 8,7                |
| Boucoiran-et-Nozières          | 30046      | Boucoirannais     | 14,52            | 995 (2022)                        | 69                 |
| Branoux-les-Taillades          | 30051      | Branoussiens      | 15,02            | 1 297 (2022)                      | 86                 |
| Brignon                        | 30053      | Brignonais        | 6,67             | 713 (2022)                        | 107                |
| Brouzet-lès-Alès               | 30055      | Brouzetains       | 13,03            | 681 (2022)                        | 52                 |
| Castelnau-Valence              | 30072      | Castelnovans      | 10,27            | 482 (2022)                        | 47                 |
| Cendras                        | 30077      | Cendrasiens       | 12,86            | 1 612 (2022)                      | 125                |
| Chambon                        | 30079      | Chamboniens       | 14,65            | 262 (2022)                        | 18                 |
| Chamborigaud                   | 30080      | Chamborigaudois   | 17,86            | 886 (2022)                        | 50                 |
| Concoules                      | 30090      | Concoulois        | 16,47            | 271 (2022)                        | 16                 |
| Cruviers-Lascours              | 30100      | Cruscourois       | 5,51             | 703 (2022)                        | 128                |
| Deaux                          | 30101      | Deusiens          | 5,95             | 644 (2022)                        | 108                |
| Euzet                          | 30109      | Euzetois          | 6,81             | 491 (2022)                        | 72                 |
| Générargues                    | 30129      | Générargais       | 10,24            | 711 (2022)                        | 69                 |
| Génolhac                       | 30130      | Génolhacois       | 17,3             | 820 (2022)                        | 47                 |
| La Grand-Combe                 | 30132      | Grand-Combiens    | 12,01            | 4 837 (2022)                      | 403                |
| Lamelouze                      | 30137      | Lamelouziens      | 8,83             | 138 (2022)                        | 16                 |
| Laval-Pradel                   | 30142      | Pradeliens        | 17,68            | 1 088 (2022)                      | 62                 |
| Lézan                          | 30147      | Lézaniens         | 9,54             | 1 580 (2022)                      | 166                |
| Les Mages                      | 30152      | Mageois           | 12,69            | 2 107 (2022)                      | 166                |
| Martignargues                  | 30158      | Martignargois     | 4,93             | 438 (2022)                        | 89                 |
| Le Martinet                    | 30159      | Martinetiens      | 10,35            | 739 (2022)                        | 71                 |
| Massanes                       | 30161      | Massanais         | 1,64             | 195 (2022)                        | 119                |
| Massillargues-Attuech          | 30162      | Massituéchois     | 6,27             | 669 (2022)                        | 107                |
| Méjannes-lès-Alès              | 30165      | Méjannais         | 6,58             | 1 232 (2022)                      | 187                |
| Mialet                         | 30168      | Mialetains        | 30,76            | 629 (2022)                        | 20                 |
| Mons                           | 30173      | Monsois           | 15,94            | 1 789 (2022)                      | 112                |
| Monteils                       | 30177      | Monteilois        | 6,98             | 677 (2022)                        | 97                 |
| Ners                           | 30188      | Nersiens          | 4,96             | 791 (2022)                        | 159                |
| Les Plans                      | 30197      | Planiens          | 6,15             | 291 (2022)                        | 47                 |
| Portes                         | 30203      | Portésiens        | 14,42            | 324 (2022)                        | 22                 |
| Ribaute-les-Tavernes           | 30214      | Ribautains        | 14,27            | 2 055 (2022)                      | 144                |
| Rousson                        | 30223      | Roussonnais       | 32,57            | 4 437 (2022)                      | 136                |
| Saint-Bonnet-de-Salendrinque   | 30236      | Bonnetains        | 3,59             | 124 (2022)                        | 35                 |
| Saint-Césaire-de-Gauzignan     | 30240      | Saint-Césairiens  | 6,84             | 390 (2022)                        | 57                 |
| Saint-Christol-lez-Alès        | 30243      | Saint-Christolens | 20,25            | 7 199 (2022)                      | 356                |
| Saint-Étienne-de-l'Olm         | 30250      | Stéphanolmiens    | 4,18             | 391 (2022)                        | 94                 |
| Saint-Florent-sur-Auzonnet     | 30253      | Florentins        | 9,31             | 1 203 (2022)                      | 129                |
| Saint-Hilaire-de-Brethmas      | 30259      | Saint-Hilairois   | 13,91            | 4 643 (2022)                      | 334                |
| Saint-Hippolyte-de-Caton       | 30261      | Catonais          | 6,15             | 272 (2022)                        | 44                 |
| Saint-Jean-de-Ceyrargues       | 30264      | Saint-Jeannais    | 6,65             | 173 (2022)                        | 26                 |
| Saint-Jean-de-Serres           | 30267      | Saint-Jeannais    | 8,26             | 536 (2022)                        | 65                 |
| Saint-Jean-de-Valériscle       | 30268      | Saint-Jeannais    | 8,15             | 593 (2022)                        | 73                 |
| Saint-Jean-du-Gard             | 30269      | Saint-Jeannais    | 41,64            | 2 533 (2022)                      | 61                 |
| Saint-Jean-du-Pin              | 30270      | Jeanpinois        | 13,96            | 1 531 (2022)                      | 110                |
| Saint-Julien-de-Cassagnas      | 30271      | Saint-Juliennois  | 4,46             | 730 (2022)                        | 164                |
| Saint-Julien-les-Rosiers       | 30274      | Julirosiens       | 14,01            | 3 492 (2022)                      | 249                |
| Saint-Just-et-Vacquières       | 30275      | Justiérois        | 23,52            | 326 (2022)                        | 14                 |
| Saint-Martin-de-Valgalgues     | 30284      | Saint-Martinois   | 13,11            | 4 721 (2022)                      | 360                |
| Saint-Maurice-de-Cazevieille   | 30285      | Saint-Mauriçois   | 13,15            | 761 (2022)                        | 58                 |
| Saint-Paul-la-Coste            | 30291      | Saint-Paulains    | 18,95            | 327 (2022)                        | 17                 |
| Saint-Privat-des-Vieux         | 30294      | Saint-Privadens   | 15,8             | 5 592 (2022)                      | 354                |
| Saint-Sébastien-d'Aigrefeuille | 30298      | Agrifoliens       | 15,82            | 510 (2022)                        | 32                 |
| Sainte-Cécile-d'Andorge        | 30239      | Sainte-Céciliens  | 19,09            | 528 (2022)                        | 28                 |
| Sainte-Croix-de-Caderle        | 30246      | Saint-Crussois    | 7,63             | 103 (2022)                        | 13                 |
| Salindres                      | 30305      | Salindrois        | 11,53            | 3 648 (2022)                      | 316                |
| Les Salles-du-Gardon           | 30307      | Sallois           | 21,09            | 2 403 (2022)                      | 114                |
| Sénéchas                       | 30316      | Sénéchassois      | 14,86            | 241 (2022)                        | 16                 |
| Servas                         | 30318      | Servasiens        | 10,76            | 221 (2022)                        | 21                 |
| Seynes                         | 30320      | Seynois           | 14,33            | 172 (2022)                        | 12                 |
| Soustelle                      | 30323      | Soustellois       | 11,09            | 120 (2022)                        | 11                 |
| Thoiras-Corbès                 | 30329      |                   | 26,17            | 603 (2022)                        | 23                 |
| Tornac                         | 30330      | Tornagais         | 19,68            | 944 (2022)                        | 48                 |
| Vabres                         | 30335      | Vabrais           | 4,75             | 140 (2022)                        | 29                 |
| La Vernarède                   | 30345      | Vernarédois       | 5,59             | 357 (2022)                        | 64                 |
| Vézénobres                     | 30348      | Vézénobrais       | 17,07            | 1 839 (2022)                      | 108                |

### Démographie
| 1968    | 1975    | 1982    | 1990    | 1999    | 2010    | 2015    | 2021    |
| ------- | ------- | ------- | ------- | ------- | ------- | ------- | ------- |
| 114 491 | 111 395 | 112 982 | 115 070 | 113 721 | 125 783 | 128 015 | 134 056 |

## Administration

### Siège
Le siège d'Alès Agglomération est situé 2 rue Michelet, à Alès.

### Élus
Le conseil communautaire de la communauté d'agglomération se compose de 112 conseillers, représentant chacune des communes membres et élus pour une durée de six ans.
Ils sont répartis comme suit :
| Nombre de conseillers | Communes |
| --------------------- | --- |
| 27                    | Alès |
| 4                     | Saint-Christol-lez-Alès |
| 3                     | La Grand-Combe, Saint-Privat-des-Vieux                                                                                            |
| 2                     | Anduze, Rousson, Saint-Hilaire-de-Brethmas, Saint-Julien-les-Rosiers, Saint-Martin-de-Valgalgues, Salindres, Les Salles-du-Gardon |
| 1 (+1 suppléant)      | les autres communes |

### Présidence
Max Roustan, président fondateur de la Communauté du Grand Alès, a été réélu président de la nouvelle communauté d'agglomération Alès Agglomération le 17 avril 2014, puis réélu le 5 janvier 2017 après la fusion et le passage de 50 à 73 communes.
Christophe Rivenq, son plus ancien collaborateur et 1er adjoint à la ville d'Alès, lui succède, sous son impulsion, le 15 juillet 2020.
| Nom | Nom               | Parti | Début | Fin      | Fonctions                   |
| --- | ----------------- | ----- | ----- | -------- | --------------------------- |
|     | Max Roustan       | LR    | 2000  | 2020     | Maire d'Alès                |
|     | Christophe Rivenq | LR    | 2020  | En cours | 1er adjoint au maire d'Alès |

### Compétences
Alès Agglomération a pour obligation d'assurer certaines compétences et a le pouvoir d'en exercer d'autres : elle en compte 54.

#### Compétences obligatoires
Compétences issues de la Communauté d'agglomération du Grand Alès :
- Développement économique
- Aménagement de l’espace communautaire
- Équilibre social de l’habitat
- Politique de la ville

Compétences issues des communautés de communes :
- Aménagement de l’espace
- Actions de développement économique

#### Compétences optionnelles
Compétences issues de la Communauté d'agglomération du Grand Alès :
- Assainissement
- Création ou aménagement et entretien de voirie d’intérêt communautaire
- Protection et mise en valeur de l’environnement
  - Collecte, traitement et valorisation des DMA
  - Construction et gestion des déchèteries
  - Lutte contre la pollution de l’air
  - Lutte contre les nuisances sonores
- Construction, aménagement et gestion d’équipements culturels et sportifs d’intérêt communautaire

Compétences issues des communautés de communes :
- Protection et mise en valeur de l’environnement
  - Collecte et traitement des DMA, gestion des déchèteries
  - Gestion des cours d’eau et protection contre les inondations
- Tout ou partie de l’assainissement
- Création, aménagement et entretien de la voirie communautaire
- Aménagement, entretien et gestion d’équipements culturels et sportifs
- Politique du logement social

#### Compétences facultatives
Compétences issues de la Communauté d'agglomération du Grand Alès :
- Enseignement et formation
- Petite enfance, enfance, jeunesse
- Tourisme
- Étude pour la production et la distribution d’eau potable
- Incendie et sécurité
- Travaux et urbanisme
- Nouvelles technologies et réseaux à haut débit
- Confection et livraison de repas pour la restauration scolaire
- Développement d’une démarche territoriale de santé publique

Compétences issues des communautés de communes :
- Réseau d’assistantes maternelles
- Petite enfance
- Lutte contre les incendies et organisation des secours
- Fonctionnement de l’enseignement public écoles primaires et maternelles
- Gestion des structures à caractère social destinées aux personnes âgées ou handicapées
- Animations culturelles et sportives
- Création et fonctionnement d’un réseau de bibliothèques intercommunales
- Entretien des sentiers ruraux et de grande randonnée
- Entretien du réseau d’éclairage public
- Participation aux travaux d’électrification
- Construction et gestion des bâtiments à usage de services publics
- Participation à la gestion d’un office de tourisme intercommunal
- École des sports
- École de musique
- Fourrière animale

### Régime fiscal
La communauté d'agglomération applique la fiscalité professionnelle unique (FPU).